# Stadion Portoval
Stadion Portoval (tudi Stadion Portovald) je atletsko-nogometni stadion v Novem mestu. Na njem domujeta NK Krka ter ŽNK Krka. Stadion ima kapaciteto 1500 gledalcev, od česar je 500 sedežev, ima tudi razsvetljavo za nočne tekme. V neposredni bližini je pomožno igrišče z umetno travo, ki služi kot igrišče za trening, ki je tudi opremljeno z umetno razsvetljavo.

## Zgodovina
Stadion je bil zgrajen leta 1958. V sezoni 1993/94 so se na stadionu igrale tekme 1. SNL, saj je bil v tej sezoni NK Krka prvoligaš. Leta 2001 je bila na Portovalu povratna polfinalna tekma slovenskega pokala, na kateri je NK Krka gostil NK Hit Gorica. Tekmo si je takrat ogledalo okoli 700 gledalcev.